# L3/35
L3/35 je laki talijanski tenk koji je korišten u Drugom svjetskom ratu.

## Razvoj
Laki tenk L3/35 je razvijen od četiri Mark VI tenka koji su uvezeni iz Britanije 1929. godine. Prva vozila koje su talijani proizveli nazvani su CV-29 u čijem nazivu ovo „CV“ označava „brzi tenk“ (talijanski: Carro Veloce), a broj označava godinu proizvodnje. Izgrađeno je samo dvadeset i jedan primjerak CV-29 tenka.
Godine 1933. novi dizajn je izgrađen suradnjom tvrtki Fiat Company i Ansaldo Company. Ovo vozilo je nazvano Fiat-Asaldo CV-33. Izgrađeno je oko 300 primjeraka CV-33 tenka.
Daljnji razvoj se nastavio 1935. godine kada je poboljšan CV-33 i uveden je CV-35. Glavna razlika bila je zamjena strojnice kalibra 6.5 mm s 8 mm. Stariji CV-33 su bili modernizirani na CV-35 standard. 1938. oba su vozila promijenila naziv u L3/33 i L3/35.
Daljnjom modernizacijom napravljen je L3/38. 
Ustvari L3/35 je bilo lako oklopno vozilo s dva čovjeka naoružanih s 8 mm strojnicama. Zapovjednik/topnik sjedi lijevo, a vozač sjedi desno. Motor je postavljen poprečno u stražnjem dijelu. 
Izgrađeno je od 2.000 do 3.000 L3 tenkova u različitim verzijama. Proizvodio se od 1933. do 1936. godine.

## Sukobi u kojima je sudjelovao
- Španjolski građanski rat
- Slovačko-mađarski rat
- Drugi svjetski rat

## Bivši korisnici
- Albanija (pod kraljem Zogom)
- Brazil
- Bugarska
- Italija
- Narodnooslobodilačka vojska i partizanski odredi Jugoslavije
- Mađarska
- NDH
- Francova Španjolska
- Republika Kina

## Vanjske poveznice
- Model of the tank with model soldier in comparison
- L3/33 (CV 33), L3/35 (CV 35) Tankettes
- CARRO CV 33 (L3/33) and CV 35 (L3/35)
- L3/35
- Pictures of a Fiat/Ansaldo L3/35 Tankette at the Goloso Museum in Spain